# 세포지휘자
세포지휘자(독일어: Zellenleiter)는 1930년에서 1945년 사이에 사용된 나치당 당원 계급이다. 가곽지휘자의 상위계급이며, 8 - 12개 가곽으로 이루어진 "세포"를 책임지고 관리했다.